# Stojanka Kurbatowa
Stojanka Kurbatowa z d. Grujczewa (bułg. Стоянка Курбатова z d. Груйчева, ur. 18 marca 1955 w Staroselu) – bułgarska wioślarka, dwukrotna medalistka olimpijska.

## Kariera
Wystąpiła na igrzyskach olimpijskich w Montrealu w 1976, gdzie wraz z Sijką Kełbeczewą zdobyła złoty medal w dwójkach bez sternika. W finale Bułgarki o 0,42 sekundy wyprzedziły osadę NRD i o 1,13 sekundy osadę RFN. Był to debiut tej konkurencji w programie olimpijskim, tym samym Bułgarki zostały pierwszymi w historii mistrzyniami olimpijskimi w dwójkach bez sternika kobiet. Na rozgrywanych cztery lata później igrzyskach olimpijskich w Moskwie w tej samej konkurencji Barbułowa (Kełbeczewa) i Grujczewa zajęły trzecie miejsce. Tym razem w wyścigu finałowym uplasowały się o 1,90 sekundy z osadą NRD i o 1,44 sekundy za osadą Polski.
Była też między innymi czwarta w tej konkurencji na mistrzostwach świata w Nottingham (1975) oraz w czwórkach ze sternikiem na mistrzostwach świata w Amsterdamie (1977). 
Po zakończeniu kariery sportowej pracowała jako ekspert w Ministerstwie Młodzieży i Sportu dla obwodów Płowdiw, Pazardżik i Smolan. W 2012 roku prezydent Rosen Plewneliew odznaczył ją Orderem Stara Płanina. Barbułowa i Grujczewa są pierwszymi w historii bułgarskimi wioślarkami, które zdobyły medale na więcej niż jednych igrzyskach.